# بیریو (کمون)
بیریو (به فرانسوی: Birieux) یک کمون در فرانسه است که در کانتون ویلار-ل-دمب واقع شده‌است.

## خصوصیات
بیریو ۱۵٫۸۳ کیلومترمربع مساحت و ۲۳۰ نفر جمعیت دارد و ۲۸۵ متر بالاتر از سطح دریا واقع شده‌است.